# Avia M-332
Avia M-332 (původně vyvinutý a vyráběný jako Walter M-332) je československý vzduchem chlazený čtyřválcový řadový letecký motor zkonstruovaný koncem 50. let 20. století v tehdejším podniku Motorlet.

## Vznik a vývoj
Konstruktér Motorletu Ing. Bohuslav Šimůnek motor navrhl jako výkonnější náhradu čtyřválcového Walter Minor 4-III, od kterého se lišil použitím kompresoru a přímého vstřikování paliva, s výkonem zvýšeným o 22 kW při nárůstu hmotnosti jen o 2 kg.
Sériová výroba motoru Walter M-332 byla zahájena v roce 1956. V jinonické továrně Motorlet bylo v letech 1956-1964 vyrobeno celkem 1192 motorů tohoto typu. V roce 1964, kdy byla výroba pístových leteckých motorů převedena na základě vládního rozhodnutí do podniku Avia, došlo ke změně označení na Avia M-332 (převod byl v rámci socialistického hospodářství uskutečněn pochopitelně zdarma včetně přesunu výrobních strojů z Motorletu). Ing. Šimůnek na to později vzpomínal: „Tehdy nás ve Waltrovce v roce 1964 naložili na „lopatu“ a i s obráběcími stroji nás vyvezli do Avie. Tehdy do Avie jsme nakonec přešli jen tři konstruktéři a pomáhali jsme tam při zahájení výroby našich řadových motorů. Té bylo určeno jen malé místo v koutě továrny.“ V roce 1992 byla výroba motoru Walter M-332 po privatizaci podniku Avia převedena do Leteckých opraven Malešice.
I tento typ jako předchozí Walter Minor 4 resp. jeho následovníci nalezl uplatnění u sportovních a lehkých dopravních a užitkových letounů.

## Použití
- Aero Ae-145
- Carlson Criquet
- Frontier MD-II
- Fry Esprit VFII
- Charkov ChAI-24
- Orličan L-40 Meta Sokol
- Rolandas Kalinauskas RK-5 Ruth

## Specifikace
Údaje podle a 

### Hlavní technické údaje
- Typ: přeplňovaný invertní čtyřválcový řadový letecký motor chlazený vzduchem
- Vrtání: 105 mm
- Zdvih: 115 mm
- Zdvihový objem: 3,98 l
- Celková délka: 1 102 mm
- Šířka: 425 mm
- Výška: 628 mm
- Suchá hmotnost: 102 kg

### Součásti
- Ventilový rozvod: OHC, jeden sací a jeden výfukový ventil na válec, výfukový ventil chlazený sodíkem
- Kompresor: vypínatelný jednostupňový jednorychlostní odstředivý mechanický
- Palivový systém: nízkotlaké vstřikování paliva před sací ventily
- Palivo: 72oktanový bezolovnatý (nebo 68oktanový olovnatý letecký benzín)
- Mazání: oběžné tlakové, se suchou klikovou skříní

### Výkony
- Vzletový výkon: 104 kW (140 k) při 2 700 otáčkách za minutu
- Nominální výkon: 84,5 kW (115 k) při 2 500 otáčkách
- Kompresní poměr: 6
- Měrná spotřeba paliva: 279 g/kW/h (205 g/hp/h)